# Louisa Walter
Louisa Walter (Düsseldorf, 2 december 1978) is een voormalig hockeyster uit Duitsland. In 2004 won Walter met de Duitse ploeg de gouden medaille.

## Erelijst
- 1998 –  WK hockey in Utrecht
- 2004 –  Olympische Spelen in Athene